# Copa d'Europa de futbol 1964-65
La Copa d'Europa de futbol 1964-65 fou l'edició número 10 en la història de la competició. Es disputà entre l'octubre de 1964 i el maig de 1965, amb la participació inicial de 31 equips de 30 federacions diferents.
La competició fou guanyada per l'Inter de Milà a la final davant del SL Benfica per 1 a 0 a l'estadi de San Siro de Milà. Fou la segona victòria consecutiva de l'equip milanès davant del doble campió lisboeta.

## Ronda preliminar
| Equip 1          | Global | Equip 2                  | Anada | Tornada |
| ---------------- | ------ | ------------------------ | ----- | ------- |
| Sliema Wanderers | 0-7    | Dinamo Bucarest          | 0-2   | 0-5     |
| Rangers FC       | 5-5¹   | Estrella Roja de Belgrad | 3-1   | 2-4     |
| Rapid Viena      | 5-0    | Shamrock Rovers          | 3-0   | 2-0     |
| Glentoran        | 4-5    | Panathinaikos FC         | 2-2   | 2-3     |
| Partizani Tirana | 0-2    | 1. FC Köln               | 0-0   | 0-2     |
| RSC Anderlecht   | 2-2²   | Bologna FC 1909          | 1-0   | 1-2     |
| KR               | 1-11   | Liverpool FC             | 0-5   | 1-6     |
| Chemie Leipzig   | 2-6    | Vasas ETO Györ           | 0-2   | 2-4     |
| Lokomotiv Sofia  | 8-5    | Malmö                    | 8-3   | 0-2     |
| DWS              | 4-1    | Fenerbahçe SK            | 3-1   | 1-0     |
| Reipas Lahti     | 2-4    | Lyn                      | 2-1   | 0-3     |
| Boldklubben 1909 | 2-9    | Reial Madrid             | 2-5   | 0-4     |
| Dukla Praga      | 4-43   | Górnik Zabrze            | 4-1   | 0-3     |
| AS Saint-Étienne | 3-4    | La Chaux-de-Fonds        | 2-2   | 1-2     |
| Aris             | 2-10   | SL Benfica               | 1-5   | 1-5     |

¹ Rangers guanyà el partit de desempat per 3-1 per passar a la primera ronda.
² Anderlecht passà a la primera ronda sobre el Bologna pel llançament de moneda a l'aire després que el partit de desempat finalitzés 0-0.
3 Dukla Praga passà a la primera ronda sobre el Górnik Zabrze pel llançament de moneda a l'aire després que el partit de desempat finalitzés 0-0.

## Primera ronda
| Equip 1           | Global | Equip 2         | Anada | Tornada |
| ----------------- | ------ | --------------- | ----- | ------- |
| Panathinaikos FC  | 2-3    | 1. FC Köln      | 1-1   | 1-2     |
| Liverpool FC      | 4-0    | RSC Anderlecht  | 3-0   | 1-0     |
| Internazionale    | 7-0    | Dinamo Bucarest | 6-0   | 1-0     |
| Rangers FC        | 3-0    | Rapid Viena     | 1-0   | 2-0     |
| DWS               | 8-1    | Lyn             | 5-0   | 3-1     |
| Vasas ETO Györ    | 8-7    | Lokomotiv Sofia | 5-3   | 3-4     |
| La Chaux-de-Fonds | 1-6    | SL Benfica      | 1-1   | 0-5     |
| Reial Madrid      | 6-2    | Dukla Praga     | 4-0   | 2-2     |

## Quarts de final
| Equip 1        | Global | Equip 2        | Anada | Tornada |
| -------------- | ------ | -------------- | ----- | ------- |
| 1. FC Köln     | 0-0¹   | Liverpool FC   | 0-0   | 0-0     |
| Internazionale | 3-2    | Rangers FC     | 3-1   | 0-1     |
| DWS            | 1-2    | Vasas ETO Györ | 1-1   | 0-1     |
| SL Benfica     | 6-3    | Reial Madrid   | 5-1   | 1-2     |

¹ Liverpool passà a semifinals sobre el Köln pel llançament de moneda a l'aire després que el partit de desempat finalitzés 2-2.

## Semifinals
| Equip 1        | Global | Equip 2        | Anada | Tornada |
| -------------- | ------ | -------------- | ----- | ------- |
| Liverpool FC   | 3-4    | Internazionale | 3-1   | 0-3     |
| Vasas ETO Györ | 0-5    | SL Benfica     | 0-1   | 0-4     |

## Final
| Inter de Milà | 1-0 | SL Benfica |
| ------------- | --- | ---------- |
| da Costa 42'  |     |            |

| Guanyador de la Copa d'Europa 1964-65 |
| ------------------------------------- |
| Internazionale Segon títol            |